# نادي الشعلة (سوريا)
نادي الشعلة  هو ناد سوري لكرة القدم مقره درعا. تأسس في عام 1971. يلعب مبارياته على أرضه في استاد درعا البلدي.
نادي الشعلة سمي بهذا الاسم بعد دمج الاندية في سوريا حيث كان يوجد في مدينة درعا ثلاثة اندية وهي الطليعة والوثبة والرشيد، يعتبر النادي المركزي في مدينة درعا اذ يوجد بالإضافة لنادي الشعلة اندية محلية وهي اندية درعا البلد الحراك نوى وغيرها من الأندية المحلية ويلعب النادي حالياً في الدوري السوري الدرجة الاولى موسم 2024/2023. "نادي "الشعلة" بسمة رياضة "حوران".

## تاريخ تأسيس النادي
تأسس النادي سنة 1971 حيث يمارس في النادي ألعاب عديدة
مثل كرة القدم وكرة اليد وهي ذات شعبية جارفة في مدينة درعا
وكرة الطائرة وكرة السلة وألعاب القوى والعديد من الألعاب الفردية الأخرى.
أحرز العديد من البطولات في مختلف الألعاب التي يمارسها العاب الكرة والعاب القوى، ويرتبط تاريخ النادي بلعبة كرة اليد كونها اللعبة الشعبية الأولى في المحافظة، واستطاع أن يفوز على المستوى المحلي ببطولتي الدوري والكأس عام 1988، و1993 وعلى المستوى العربي أحرز النادي المركز الثالث في بطولة الأندية العربية عام 1991، صعد لدوري الأضواء بكرة القدم عام 1991.
وقد صعد فريق الشعلة في محافظة درعا جنوبي سوريا إلى الدوري السوري الممتاز لكرة القدم للموسم القادم 2025/2024 بعد غياب عن منافساته لـ33 عامًا.

## المنشئات
يمتلك النادي ملاعب كرة قدم وصالة رياضية مغلقة ومسبح تدريبي صغير أما ملاعب كرة القدم فهناك ثلاث ملاعب عشبية اثنان منهما للتدريب والثالث وهو ستاد المدينة الرياضيه الذي تم إنشاؤه سنة 1998 ويتسع ل 20000 متفرج.

## الجهاز الفني والإداري للفريق الاول بكرة القدم للموسم 2024/2023
| مدير الكرة          | وليد ابو السل    |
| المدير الفني        | أنور عبدالقادر   |
| مساعد المدرب الأول  | رائد البلخي      |
| مساعد المدرب الثاني | عبدالناصر الشداد |
| مدرب لياقة          | محمد محاميد      |
| مدرب الحراس         | نافع عبد القادر  |
| إداري الفريق        | عبدالوحيد الكفري |
| المعالج اول         | احمد عبد الحق    |
| المعالج ثاني        | عبد الخالق اقبال |
| مسؤول التجهيزات     | ابراهيم محمد     |